# Rainbow×2
『Rainbow×2』（レインボウ レインボウ）は、ハロプロ研修生の2枚目のオリジナルアルバム。2018年7月11日にアップフロントワークスから発売された。
また、同年5月6日中野サンプラザで開催された「Hello! Project 研修生発表会2018 ～春の公開実力診断テスト～」で会場先行販売された。

## 収録曲
1. Rainbow (4:46)
  - 作詞: KOUGA、作曲: KOUGA/中村佳紀、編曲: 中村佳紀/KOUGA

歌：堀江葵月・前田こころ・金津美月・西田汐里・島倉りか
  - 新曲。
2. やっちゃえ!GO!GO! (4:06)
  - 作詞・作曲・編曲: 中谷信行

歌：堀江葵月・前田こころ・小野琴己・西田汐里・島倉りか・中山夏月姫・為永幸音・窪田七海・出頭杏奈・金光留々・松原ユリヤ
  - 2018年冬に開催されたハロー!プロジェクトのコンサートツアー「Hello! Project 20th Anniversary!! Hello! Project 2018 WINTER ～PERFECT SCORE～」より先行披露されていた[4]。今作が初の音源化となる。
3. 43度 (3:38)
  - 作詞: 福田花音、作曲: 久次米真吾、編曲: 鈴木俊介

歌：井上ひかる・米村姫良々・山﨑夢羽・土居麗菜・岡村美波・松永里愛
  - 新曲。
4. 正しい青春ってなんだろう (4:06)
  - 作詞: 福田花音、作曲・編曲: 古川貴浩

歌：井上ひかる・金津美月・小野琴己・西田汐里・島倉りか・山田苺・中山夏月姫・為永幸音・窪田七海・出頭杏奈・金光留々・松原ユリヤ
  - 「Hello! Project 研修生発表会 2018 3月 ～さくら～」より先行披露されていた。今作が初の音源化となる。
5. 目立ってDo Dance (4:45)
  - 作詞: 児玉雨子、作曲: Jean Luc Ponpon/星部ショウ/鈴木秋則、編曲: Jean Luc Ponpon

歌：野口胡桃・児玉咲子・米村姫良々・橋迫鈴・日比麻里那・江口紗耶・岡村美波
  - 2017年夏に開催されたハロー!プロジェクトのコンサートツアー「Hello! Project 2017 SUMMER ～ HELLO! GATHERING ～」より先行披露されていた[5]。今作が初の音源化となる。
6. ありがた迷惑物語 (4:20)
  - 作詞・作曲: つんく、編曲: 平田祥一郎

歌：井上ひかる・堀江葵月・前田こころ・山﨑夢羽・西田汐里
  - 2017年9月8日に配信スタートした楽曲[6]。今作がCD初収録である。
7. Hello! まっさらの自分 (3:57)
  - 作詞: 三浦徳子、作曲: Shifo、編曲: 浜田ピエール裕介

歌：小野瑞歩・一岡伶奈・堀江葵月・前田こころ
  - 2017年6月2日に配信スタートした楽曲[7]。今作がCD初収録である。
8. 誤爆〜We Can't Go Back〜 (4:01)
  - 作詞・作曲: 星部ショウ、編曲: AKIRA

歌：一岡伶奈・段原瑠々・川村文乃・高瀬くるみ・清野桃々姫
  - 2017年8月11日に配信スタートした楽曲[8]。今作がオリジナルアルバム初収録である[注 1]。
9. 一尺玉でぶっ放せ! (3:43)
  - 作詞: もりちよこ、作曲・編曲: Pieru

歌：加賀楓・小野瑞歩・一岡伶奈・堀江葵月・前田こころ・金津美月
  - 2017年6月30日に配信スタートした楽曲[9]。今作がCD初収録である。
10. 未来へ繋ぐ約束 (4:26)
  - 作詞・作曲: 御影真秀、編曲: 上杉洋史

歌：井上ひかる・野口胡桃・児玉咲子・米村姫良々・橋迫鈴・日比麻里那・江口紗耶・土居麗菜・岡村美波・松永里愛・山田苺・中山夏月姫・為永幸音
  - 新曲。
11. リアル☆リトル☆ガール (3:25)
  - 作詞: 城太郎、作曲: 星部ショウ、編曲: 高橋諭一

歌：太田遥香・佐藤光・石栗奏美・河野みのり・北川亮・工藤由愛・山﨑愛生
  - ハロプロ研修生北海道のインディーズデビューシングル。

## 参加メンバー
| - ハロプロ研修生 - 井上ひかる - 堀江葵月 - 前田こころ - 金津美月 - 野口胡桃 - 小野琴己 - 児玉咲子 - 米村姫良々 - 西田汐里 - 山﨑夢羽 - 橋迫鈴 - 島倉りか - 日比麻里那 - 江口紗耶 - 土居麗菜 - 岡村美波 - 松永里愛 - 山田苺 - 中山夏月姫 - 為永幸音 - 窪田七海 - 出頭杏奈 - 金光留々 - 松原ユリヤ | - ハロプロ研修生北海道 - 太田遥香 - 佐藤光 - 石栗奏美 - 河野みのり - 北川亮 - 工藤由愛 - 山﨑愛生 |